# Francesco Amato
Francesco Amato (Torino, 11 settembre 1978) è un regista e sceneggiatore italiano.

## Biografia
Nato a Torino, cresciuto a Bra (Cn), Francesco Amato realizza i suoi primi lavori frequentando il corso DAMS dell'Università di Bologna, girando documentari e cortometraggi tra i quali Figlio di penna con cui vince il Torino Film Festival, nella sezione Visioni Italiane, e che presenta alla Settimana internazionale della critica, durante il Festival di Cannes 2002. Seguono, tra il 2004 e il 2005, i documentari: Vietato sostare sul portone, Questa è la mia terra, I gabbiani e i cortometraggi: Autoritratto e Il nano più alto del mondo.
Successivamente si trasferisce a Roma dove nel 2006 si diploma al Centro sperimentale di cinematografia realizzando il suo primo film, Ma che ci faccio qui!, il primo prodotto all'interno dello stesso centro, co-prodotto da Rai Cinema e distribuito da Istituto Luce; il film si fa notare in diverse rassegne cinematografiche tra cui il Festival di Annecy e il Nice Festival di San Francisco e viene proiettato in più di venti paesi ed è candidato al David di Donatello e al Globo d'oro come miglior opera prima.
Dal 2007 è stato sceneggiatore per ITC Movie e Cattleya, insegnante di regia alla Scuola Holden di Torino, e alle sedi romane e palermitane del Centro sperimentale di cinematografia. Vince una borsa di studio alla New York Film Academy dove frequenta il corso di regia.
In collaborazione con Stefano Scarafia, Amato realizza tre documentari in Africa sui presidi Slow Food: Harenna Wild Coffee (2011, girato in Etiopia), Pokot Ash Yogurt (2012, girato in Kenya) e Couscous Island (2014, girato in Senegal). Gli ultimi due sono stati presentati nella sezione Culinary Cinema del Festival internazionale del cinema di Berlino.
Nel 2012 realizza Cosimo e Nicole, prodotto da Cattleya con cui vince il premio per il miglior lungometraggio della sezione Prospettive Italia alla 7ª edizione del Festival internazionale del film di Roma, e altri riconoscimenti in Italia e all'estero (come al Festival Italien du Villerupt, Est Film Festival, Les Rencontres du Cinema Italien di Grenoble, Festival du Cinema Italien de Bastia, Festival du Film Italien Toulouse, con partecipazioni al N.I.C.E Festival di Mosca e San Francisco, Festival du Film d'Amour de Mons, Festival De Rome a Paris, nonché al Lavazza Italian Film Festival di Sydney 2013 e l'Italian Film Festival New Zealand 2014 che eleggono un frame del lungometraggio come "immagine-manifesto" delle rispettive edizioni); interpretato da Riccardo Scamarcio e Clara Ponsot, il film vede la partecipazione straordinaria di Afterhours, Marlene Kuntz, Verdena e Bud Spencer Blues Explosion nelle scene dei concerti. Per quel film si avvale della collaborazione, in veste di aiuto regista, dell’attuale europarlamentare Dino Giarrusso. Nel 2013 firma proprio per i Marlene Kuntz il videoclip musicale del brano Seduzione, con protagonisti Cristiano Godano e Kasia Smutniak.
Nel 2017 esce Lasciati andare, film interpretato tra gli altri da Toni Servillo, Verónica Echegui, Carla Signoris, Luca Marinelli e Giacomo Poretti; la sceneggiatura è firmata da Amato, Francesco Bruni e Davide Lantieri, prodotto da Cattleya con Rai Cinema e distribuito da 01 Distribution. Il film realizza un incasso di oltre 2 milioni di euro, ed è un successo di critica e pubblico; vince il Globo d’oro alla miglior commedia dell’anno ed è in nomination per le miglior musiche ad Andrea Farri; ai Nastri d’argento è in nomination come miglior commedia e miglior attore protagonista e vince il Nastro d’argento alla migliore attrice non protagonista 2017 Carla Signoris, mentre vince il Ciak d’oro per il miglior attore non protagonista 2017 Luca Marinelli e riceve la candidatura, sempre ai Ciak d'oro, come migliore attrice non protagonista e migliore sceneggiatura; il film viene venduto in oltre 20 paesi del mondo, tra cui Stati Uniti d'America, Canada, Israele, Turchia, Grecia, Spagna, Taiwan, Cina e Australia.
L'anno seguente cura soggetto e sceneggiatura della serie televisiva Nero a metà, prodotta da Cattleya e Rai Fiction.
Dal 2019 dirige la serie televisiva Imma Tataranni - Sostituto procuratore, in onda su Rai 1, liberamente tratta dai romanzi di Mariolina Venezia editi da Einaudi. Nel dicembre dello stesso anno sul canale Nove va in onda il documentario Umberto B. – Il senatùr, prodotto da EIE Film per Discovery Channel, sulla vita di Umberto Bossi.
Nel 2020 è uscito 18 regali, film interpretato da Vittoria Puccini, Edoardo Leo, Marco Messeri e Benedetta Porcaroli che riceverà il premio David Giovani oltre a ricevere le candidature per le migliori attrici protagoniste e non per Vittoria Puccini e Benedetta Porcaroli. Cura poi regia e sceneggiatura del film TV del 2022 Filumena Marturano, "Miglior film TV" ai Nastri d'argento Grandi Serie.
Il 14 dicembre 2023 esce Santocielo, con Ficarra e Picone, insieme a Maria Chiara Giannetta, di cui firma la sceneggiatura insieme a Salvo Ficarra, Valentino Picone, Davide Lantieri e Fabrizio Testini, e cura la regia.

## Filmografia

### Cinema
- Ma che ci faccio qui! (2006)
- Cosimo e Nicole (2012)
- Lasciati andare (2017)
- 18 regali (2020)
- Santocielo (2023)

### Televisione
- I liceali 2 – serie TV (2009)
- Nero a metà – serie TV (2018)[8][9]
- Imma Tataranni - Sostituto procuratore – serie TV (2019-in corso)[10]
- Filumena Marturano, regia di Francesco Amato – film TV (2022)

### Cortometraggi
- Quanto ti voglio (2000)
- La sua gamba, regia di Francesco Costabile (2001) – sceneggiatura e montaggio[11]
- Figlio di penna (2001)
- Autoritratto (2004)
- Il nano più alto del mondo (2005)
- 88 Falò (2024)

### Documentari
- Vietato sostare sul portone (2002)
- Sintonie di Primavera, registi vari (2003) – regia del frammento Avviso
- Ciao Alberto, registi vari (2003) – regia del frammento Mamma mia che impressione
- Pokot Ash Yogurt, regia di Francesco Amato e Stefano Scarafia (2011)[12]
- Harenna Forest Coffee, regia di Francesco Amato e Stefano Scarafia (2012)[13]
- Couscous Island, regia di Francesco Amato e Stefano Scarafia (2013)[14]
- Umberto B - Il senatùr, regia di Francesco Amato

### Videoclip musicali
- Demons degli Erase (2013)
- Seduzione dei Marlene Kuntz (2013)[4]

## Riconoscimenti
- Torino Film Festival
  - 2002 – Miglior cortometraggio italiano per Figlio di penna[15]
- Festa del Cinema di Roma
  - 2012 – Premio Prospettive per il Miglior Lungometraggio per Cosimo e Nicole
- Globo d'oro
  - 2017 – Miglior commedia per Lasciati andare
- Premio Quiliano Cinema
  - 2017 – Miglior regista emergente[16]
- David di Donatello
  - 2021 – David Giovani per 18 regali
- Nastri d'argento - Grandi Serie
  - 2023 – Miglior Film Tv per Filumena Marturano